# Irene López
Irene del Socorro López Pérez (Managua, 5 de abril de 1945-ídem, 12 de agosto de 2025) fue una reconocida bailarina, folklorista, coreógrafa, educadora y promotora cultural nicaragüense. Fue distinguida en la Orden de la Independencia Cultural Rubén Darío, otorgada por el Gobierno de Nicaragua en 1990.

## Reseña biográfica
Inició su carrera de bailarina en 1954, de la mano de la profesora costarricense de ballet clásico, Flor del Carmen Montalbán. En 1957 debutó como bailarina en el Teatro Gónzalez de Managua, a los 12 años, en un evento a beneficio de la escuela Don Bosco.
Aprendió a bailar marimba a los 19 años, con los bailantes tradicionales de Masaya y con el acompañamiento particular de Leonel Gutiérrez, reconocido bailarín de Masaya. Siendo reconocidos en 1965 como la “Mejor Pareja de Baile” en las fiestas de Santo Domingo de Guzmán por el Consejo Distrital de Managua.
En 1965, con 20 años de edad, funda el primer ballet folklórico de proyección artística en Nicaragua. El “Conjunto Folklórico Nacional” nace con el fin de rescatar y transmitir los valores autóctonos del pueblo nicaragüense. Un proyecto conjunto con Camilo Zapata, compositor y cantautor. Entre 1966 y 1968 crea y presenta el programa radial “Retablo Folklórico Nacional” transmitido a través de Radio Mundial, los domingos al finalizar la tarde. En este espacio radial, destaca la participación de Carlos Mejía Godoy, el trovador Indio Pan de Rosa.
Entre 1968 y 1969 desarrolla la coreografía, pasos y movimientos del Solar de Monimbó, de Camilo Zapata: una versión cantada de la canción Los dos bolillos del Señor Juan Navas, grabada con el Trío Monimbó. En esta época el conjunto folklórico pasa a llamarse “Conjunto Folklórico Irene López” y realizan múltiples presentaciones en el Teatro Nacional Rubén Darío, en Costa Rica, Guatemala, Panamá y Estados Unidos. Es nombrada por los medios de comunicación como la primera dama del Folklore Nicaragüense.
Con la fundación del Canal 12 de Televisión, Irene crea el programa “Tierra Nica” en 1976: una revista televisiva para de la danza y el reconocimiento a los compositores, trovadores y cantautores folklóricos de Nicaragua. El programa sale del aire ante la falta de patrocinadores.
Tras el triunfo de la Revolución Sandinista, en 1980 es nombrada como la primera directora de la Escuela Nacional de Danza; cargo que desempeña hasta 1987. Siendo la encargada de gestionar el pensum y el intercambio internacional con bailarines y docentes de Cuba, Rusia, Alemania y México.
En esta época también se integra a la Asociación Sandinista de Trabajadores de la Cultura y la Unión de Artistas de la Danza. En abril de 1990 le es otorgada la Orden de la Independencia Cultural Rubén Darío. 
En 1992, creó el Centro Cultural del Folklore y la Danza “POPOL VUH”, un espacio para la enseñanza multigeneracional de la danza nicaragüense; además de constituirse un centro de documentación e investigación histórica sobre el folklore de Nicaragua. Nombrada ciudadana del siglo en 1999 y honrada con una placa en el Teatro Nacional Rubén Darío en su 30 aniversario; por ser la primera bailarina de folklore nicaragüense en danzar en la Sala Mayor.
En 2002 funda el Movimiento Folklórico Raíces, un grupo integrado por adultos mayores, hombres y mujeres de la tercera edad, trabajadores jubilados de Managua.
Su trabajo de investigación y documentación la lleva a presentar tres publicaciones. El libro “Al Sonar de la Marimba” una colaboración con Eduardo Orozco en 2006 y el libro “ Indias, inditas, negras y gitanas: los bailes de marimba en el Pacífico Nicaragüense” en 2007. Ambas ediciones del Instituto de Historia de Nicaragua y Centroamérica. Y de forma autogestionada publica una investigación de más de diez años bajo el título “Guía técnica y metodológica de la danza folklórica y tradicional de Nicaragua”, en 2016. 
El 20 de enero de 2020 recibió la medalla del 50 Aniversario del Teatro Nacional Rubén Darío. En 2021 fue reconocida como pionera de la danza contemporánea y maestra de generaciones en el Museo Nacional de la Danza creado por el Instituto Nicaragüense de Cultura (INC) en saludo al Día Internacional de la Danza.